# Ralf Kitzberger
Ralf Kitzberger (* 19. Juni 1968 in Heidenheim an der Brenz) ist ein deutscher Rechtsanwalt. Seine Schwerpunkte der anwaltlichen Tätigkeit sind Urheber- und Medienrecht, Recht des Gewerblichen Rechtsschutzes, Informationstechnologierecht, Entertainmentrecht und Persönlichkeitsrecht.

## Leben
Ralf Kitzberger studierte an der Universität Konstanz Jura. 1995 erwarb er an der Temple University in Philadelphia (USA) den Master of Laws (LL.M.). Seit 1996 ist Kitzberger Doktor der Rechte, seit 1998 als Rechtsanwalt zugelassen. Er ist Partner der Kanzlei Schickhardt Rechtsanwälte und in der rechtlichen Beratung von Musikern wie Cro, Andrea Berg, Vanessa Mai, Fantasy und Danyiom tätig, auch über den reinen Musikbereich hinaus, wie Cros und Universal Music Publishing Germanys gemeinsam gegründeter Verlag tru content zeigt. Zu seinen Klienten zählen aber auch die ehemalige Box-Weltmeisterin Regina Halmich und das Open Air Summer Breeze sowie die Stuttgarter Bezirksvorsteherin und ehemalige Oberbürgermeister-Kandidatin Veronika Kienzle. Im Bereich Recht des professionellen Sports zählen diverse Fußball-Bundesligavereine sowie -Trainer und Sportler zu den Mandanten der Kanzlei, darunter auch Fußball-Nationaltrainer Hansi Flick.
Seit 2011 ist Ralf Kitzberger an der Merz Akademie als Honorarprofessor tätig. Außerdem ist er Mitglied des Prüfungsausschusses für Fachanwälte im Bereich Urheber- und Medienrecht an der Rechtsanwaltskammer in Stuttgart. Darüber hinaus ist er Dozent an der Popakademie Baden-Württemberg in Mannheim, an der Filmakademie Baden-Württemberg in Ludwigsburg sowie am Institut für Kulturmanagement an der Pädagogischen Hochschule in Ludwigsburg. Kitzberger ist Mitglied der International Association of Entertainment Lawyers und Vorstand des Freundeskreises der Ludwigsburger Schlossfestspiele.

## Veröffentlichungen
- Prof. Dr. Ralf Kitzberger. Vertrauen ist gut, ein guter Vertrag noch besser. Einvernehmliche Vertragsgestaltung zwischen Unternehmen und prominenten Testimonials. In: Alexander Schimansky und Shamsey Oloko. Die Macht der Meinungsführer. FAZIT Communication, Frankfurt am Main 2020. ISBN 978-3-95601-226-6
- Ralf Kitzberger. Die Konsequenzen und Auswirkungen der Digitalisierung auf die urheberrechtlich relevevante Praxis der Musikwirtschaft. In: Alexander Endreß und Prof. Hubert Wandjo. Musikwirtschaft im Zeitalter der Digitalisierung. Nomos Handbuch. Baden-Baden 2021. ISBN 978-3-8487-3367-5
- Ralf Kitzberger und Alexander Endreß (Hrsg.). Musik und Recht. Nomos, Baden-Baden 2024. ISBN 978-3-7560-1299-2